# Adam Maciejowski
Adam Maciejowski (ur. 5 lipca 1874 w Płocku, zm. 27 czerwca 1919 tamże) – polski duchowny katolicki, poeta, pisarz, publicysta.
Seminarium Duchowne ukończył w Płocku. Święcenia kapłańskie przyjął w 1897 r. Był wikariuszem w parafiach: Przasnysz, Sierpc, Nur i Ostrów. W 1907 r. został prefektem w szkole udziałowej w Płocku, administratorem parafii Brwilno, profesorem w Seminarium Duchownym w Płocku. Kapelan Jego Świątobliwości, kanonik honorowy Kapituły Kolegiackiej Pułtuskiej, poeta, pisarz, publicysta. Wydał dwanaście książek. Autor m.in. pracy Literatura i życie. O wpływie literatury pięknej na społeczeństwo, wydanej w Płocku w 1910 r. Kilka wierszy nawiązuje do pobytu w Przasnyszu.